# 大内東
大内 東（おおうち あずま、1945年 - ）は、日本の工学者。工学博士（北海道大学）。現在、北海道大学名誉教授。北海道網走市出身。

## 略歴
1967年北海道大学工学部卒業。1974年（昭和49年）北海道大学大学院工学研究科電気工学専攻博士課程修了。同年、北海道大学工学部助手。1981年（昭和56年）北海道大学工学部助教授。1989年北海道大学工学部教授。2004年観光情報学会会長。2009年北海道大学定年退官。同名誉教授。北海商科大学商学部教授。北海商科大学開発政策研究所研究副所長。2016年北海商科大学定年退職。

## 研究領域
専門は、システム工学。特にシステム構造やモデリング法の研究開発。

## 受賞歴
- 情報処理学会創立30周年記念論文賞（1990年）
- JSAI賞(人工知能学会)（2000年）

## 主著
- 山本雅人, 川村秀憲共著『マルチエージェントシステムの基礎と応用 : 複雑系工学の計算パラダイム』（コロナ社、2002年）
- 岡部成玄, 栗原正仁編著『情報学入門 : 大学で学ぶ情報科学・情報活用・情報社会』（コロナ社、2006年）
- 大薮多可志共編『北東アジア観光の潮流』（海文堂出版、2008年）
- 『文系学生がまなぶ情報学』（編著、コロナ社、2012年）

## 注
1. ↑  http://www.hokkai.ac.jp/jyouhou/03_05teacher00/03_05teacher08/ 
(大内 東 教授 学校法人 北海学園 北海商科大学)や『北海道人物・人材情報リスト　2004　あーお』（日外アソシエーツ、2004年）参照